# Tugimaantee 70
De Tugimaantee 70 is een secundaire weg in Estland. De weg loopt van Antsla naar Vaabina en is 6,9  kilometer lang. 